# Sajógalgóc
Sajógalgóc là một thị trấn thuộc hạt Borsod-Abaúj-Zemplén, Hungary. Thị trấn này có diện tích 10,12 km², dân số năm 2010 là 387 người, mật độ 38 người/km².